# Chevrolet Stylemaster
La Chevrolet Stylemaster est une automobile produite par Chevrolet aux États-Unis pour les années modèles 1946, 1947 et 1948.

## Genèse
En 1941, Chevrolet met au point une nouvelle gamme d'automobiles avec un nouveau châssis et une carrosserie plus large et moderne partageant de nombreux points communs avec les Pontiac et même les plus petites Buick et Oldsmobile, reprenant en revanche le nom de Master (Deluxe) créé en 1933 et Special Deluxe apparu en 1940. Fin 1941 et début 1942, la marque crée un modèle avec deux carrosseries spécifiques plus futuristes : les Chevrolet Fleetline qui s'insèrent dans la série des Special Deluxe.
La production automobile est entièrement stoppée au début de 1942 et, en 1945, les constructeurs américains qui relancent leur outil de production vers une économie de paix ne peuvent proposer que des modèles d'avant-guerre reliftés. Chevrolet décide tout de même de renommer ses Master Deluxe et Special Deluxe qui deviennent respectivement les Stylemaster (bas de gamme) et Fleetmaster. La Fleetline conserve quant à elle son nom.

## 1946
La Stylemaster Series DJ a été introduite en tant que modèle de niveau de finition de base dans la gamme Chevrolet de 1946, avec la Chevrolet Fleetmaster Series DK de haut niveau. La Stylemaster, qui était essentiellement une Chevrolet Master Deluxe de 1942 mis à jour, était propulsée par un moteur à six cylindres en ligne de 3,5 litres développant 216,5 pouces cubes et entraînée par une transmission manuelle à 3 vitesses. Elle était offerte en modèles Town Sedan 2 portes, Sport Sedan 4 portes, Business Coupe 2 portes et Passenger Coupe 5 places, 2 portes, le Business Coupe se différenciant du Passenger Coupe 5 places en ayant seulement une banquette avant.

## 1947
La Stylemaster 1500 Series EJ de 1947 a peu changé par rapport à sa prédécesseure, la différence visuelle la plus notable étant une nouvelle calandre avec un thème plus horizontal et anguleux.

## 1948
La Stylemaster 1500 Series FJ de 1948 a encore peu changé par rapport à l'année précédente. Il n'y a pas eu de modifications importantes de la carrosserie, mais la calandre a une barre centrale verticale. Un Club Coupe était désormais proposé en remplacement du Passenger Coupe 5 places de 1947.

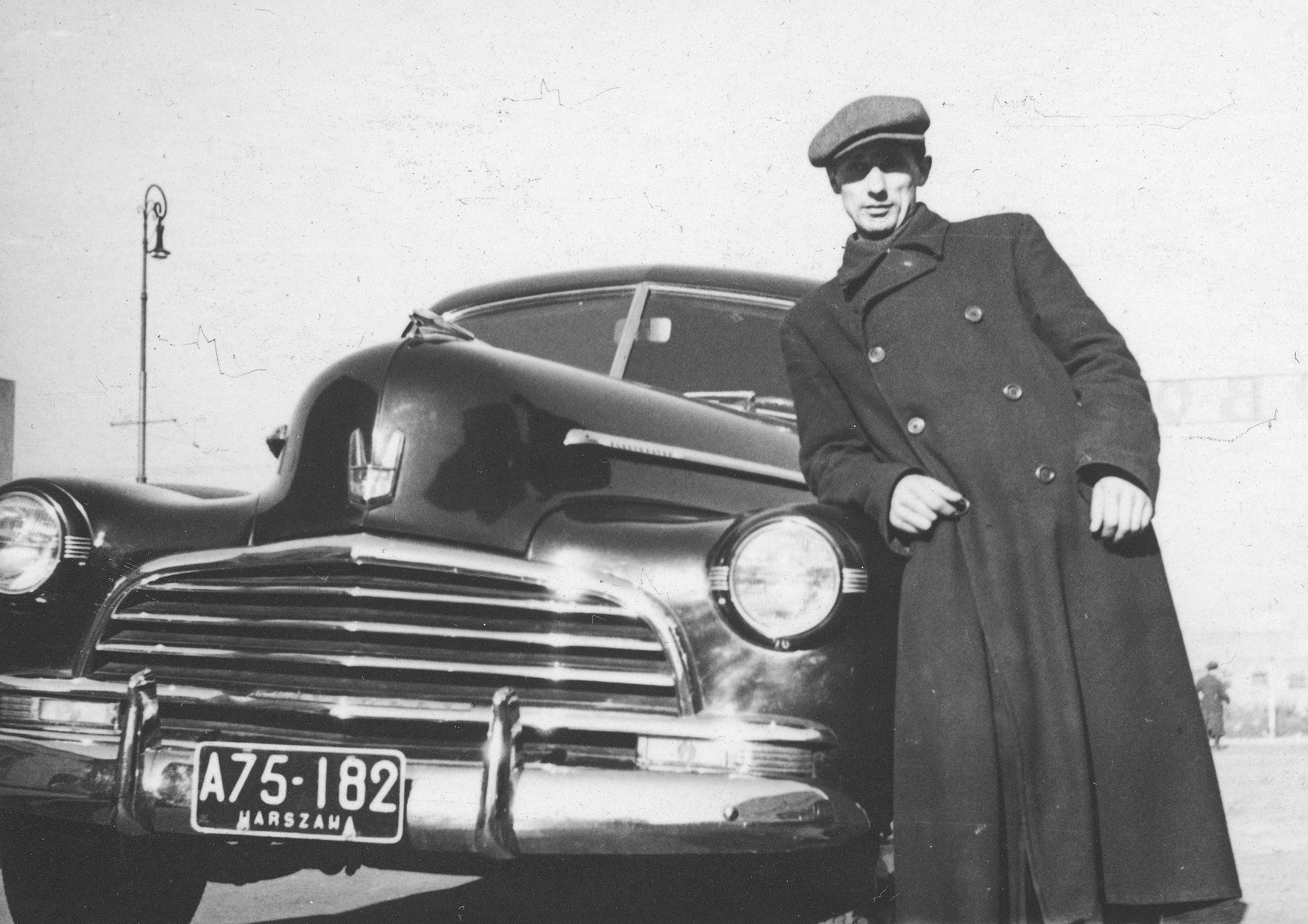
Les modèles 1946 avaient une calandre simplifiée à bords arrondis.
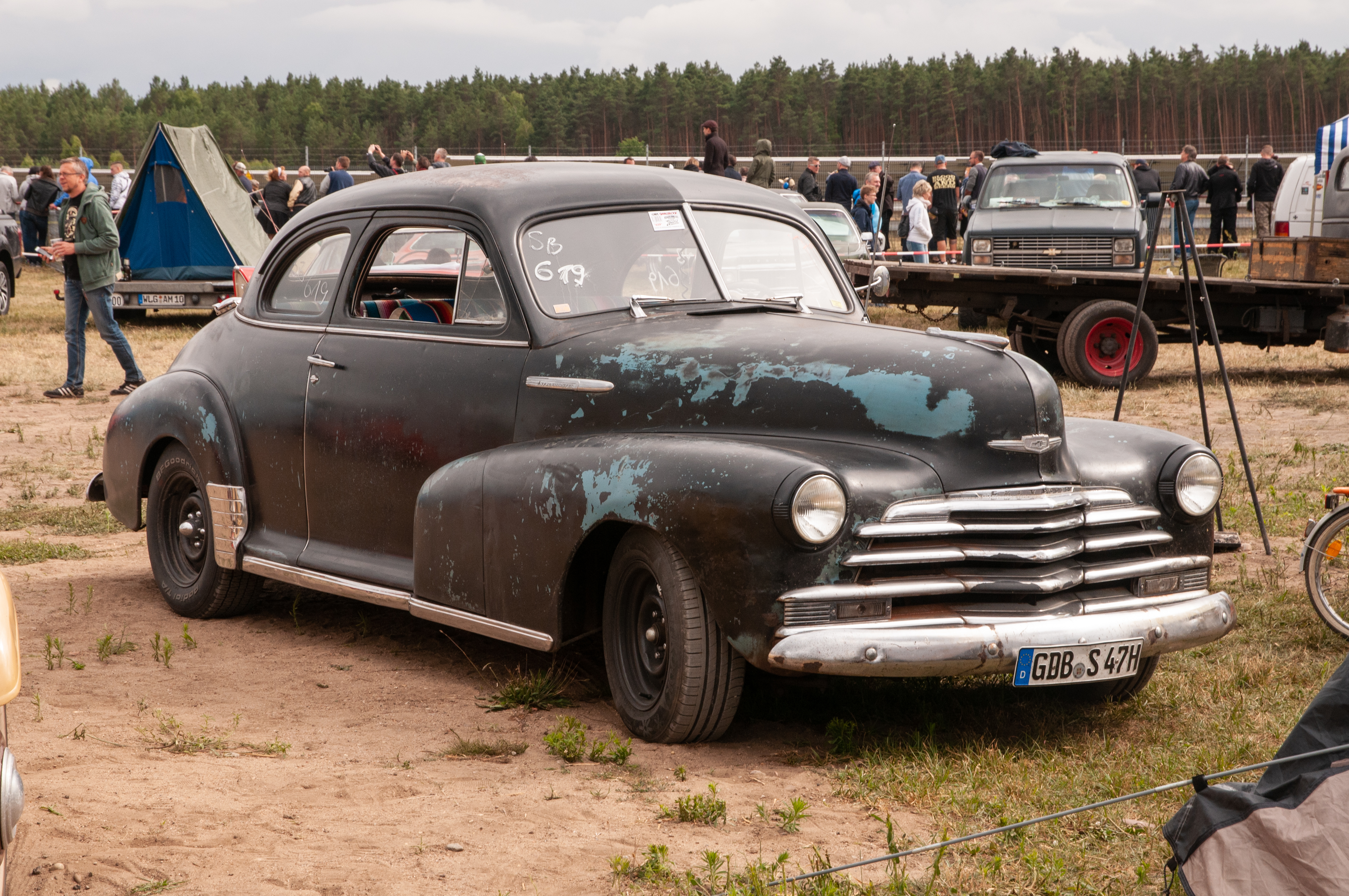
Coupé de 1947.
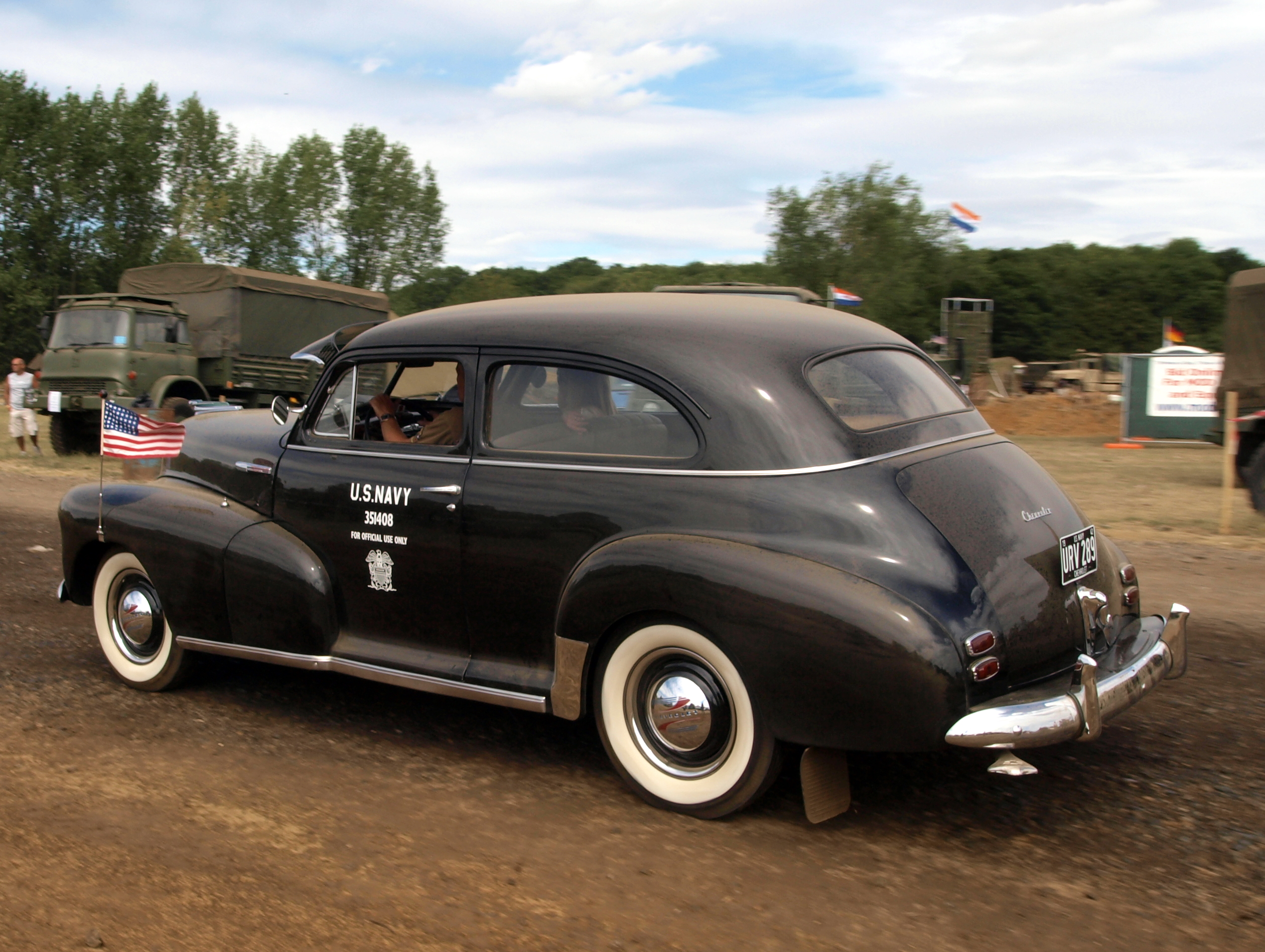
Stylemaster deux portes de 1947.
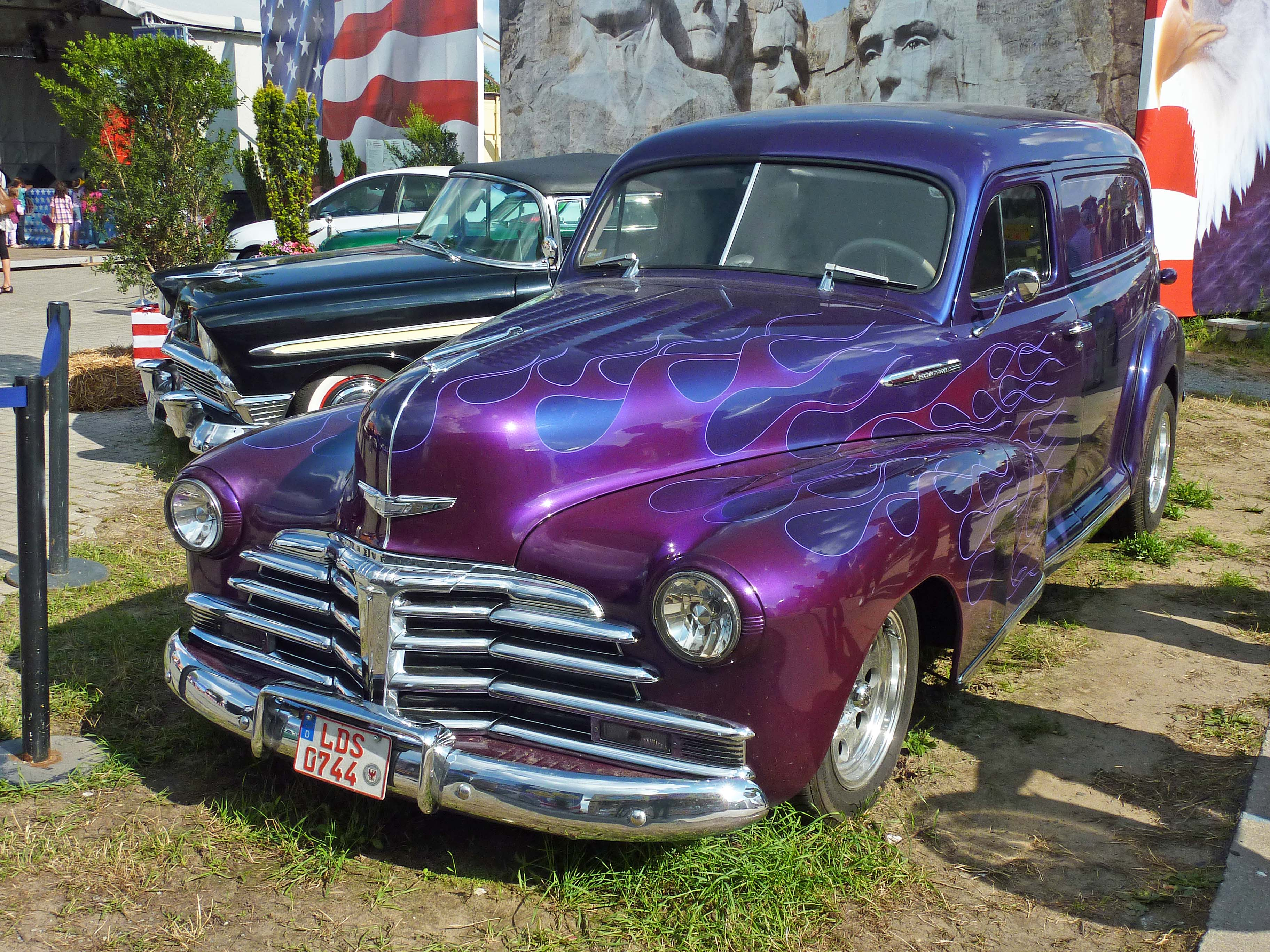
Fourgonnette sedan-delivery de 1948.
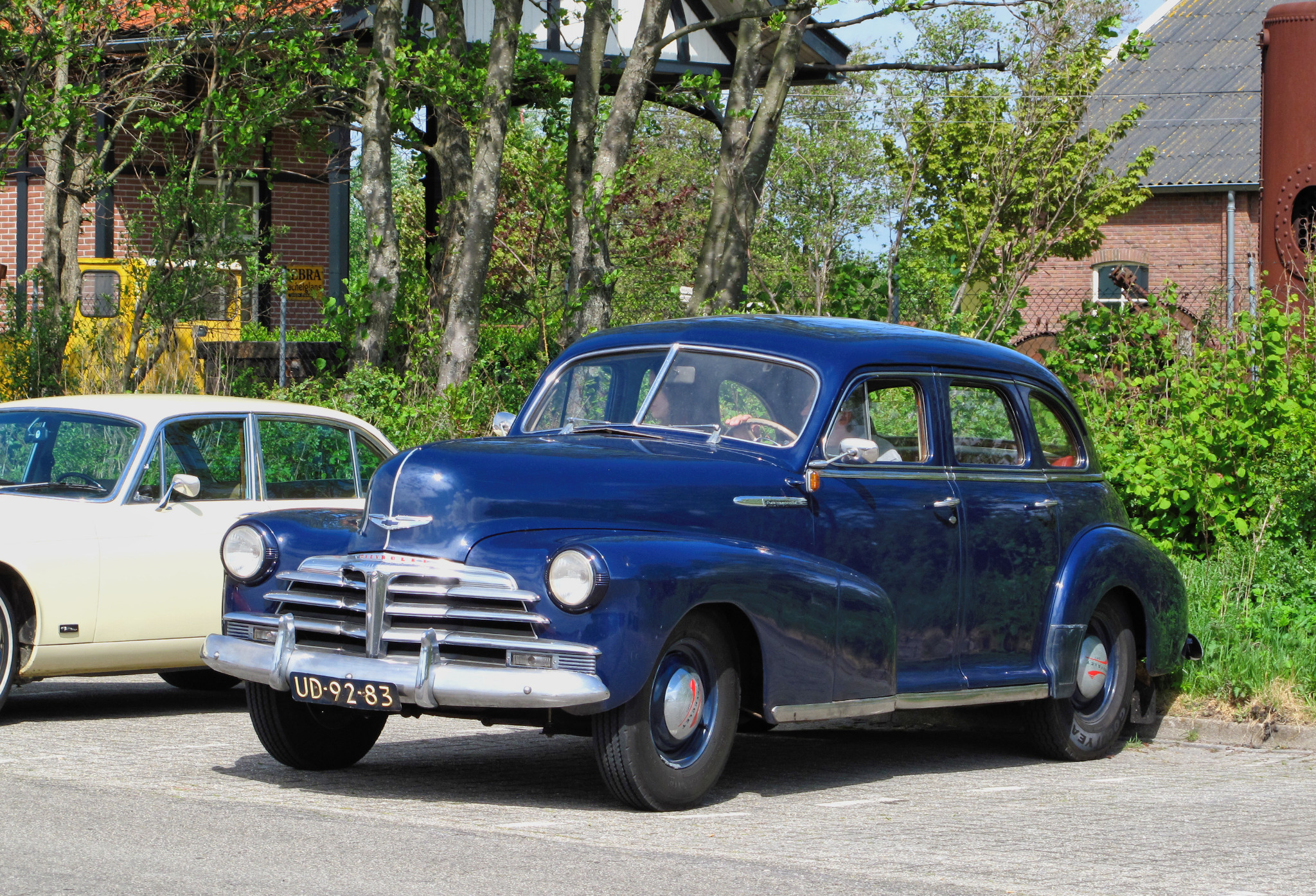
Berline de 1948 aux Pays-Bas.

## Remplacement
Pour l'année modèle 1949, la Stylemaster a été remplacée par la Chevrolet Special (Series GJ), offerte en finitions Styleline et Fleetline.

## Production australienne
La Chevrolet Stylemaster a également été produite par General Motors-Holden en Australie. Comme Holden avait repris l'outillage de carrosserie de ses modèles de 1942, la berline australienne différait de son homologue américaine en ayant une carrosserie différente avec des portes arrière à charnières arrière et un coffre plus grand. Les calandres montées sur les modèles australiens étaient les mêmes que celles utilisées sur les modèles américains. La production australienne comprenait un coupé utilitaire, qui était, comme la berline, produit en 1946, 1947 et 1948.

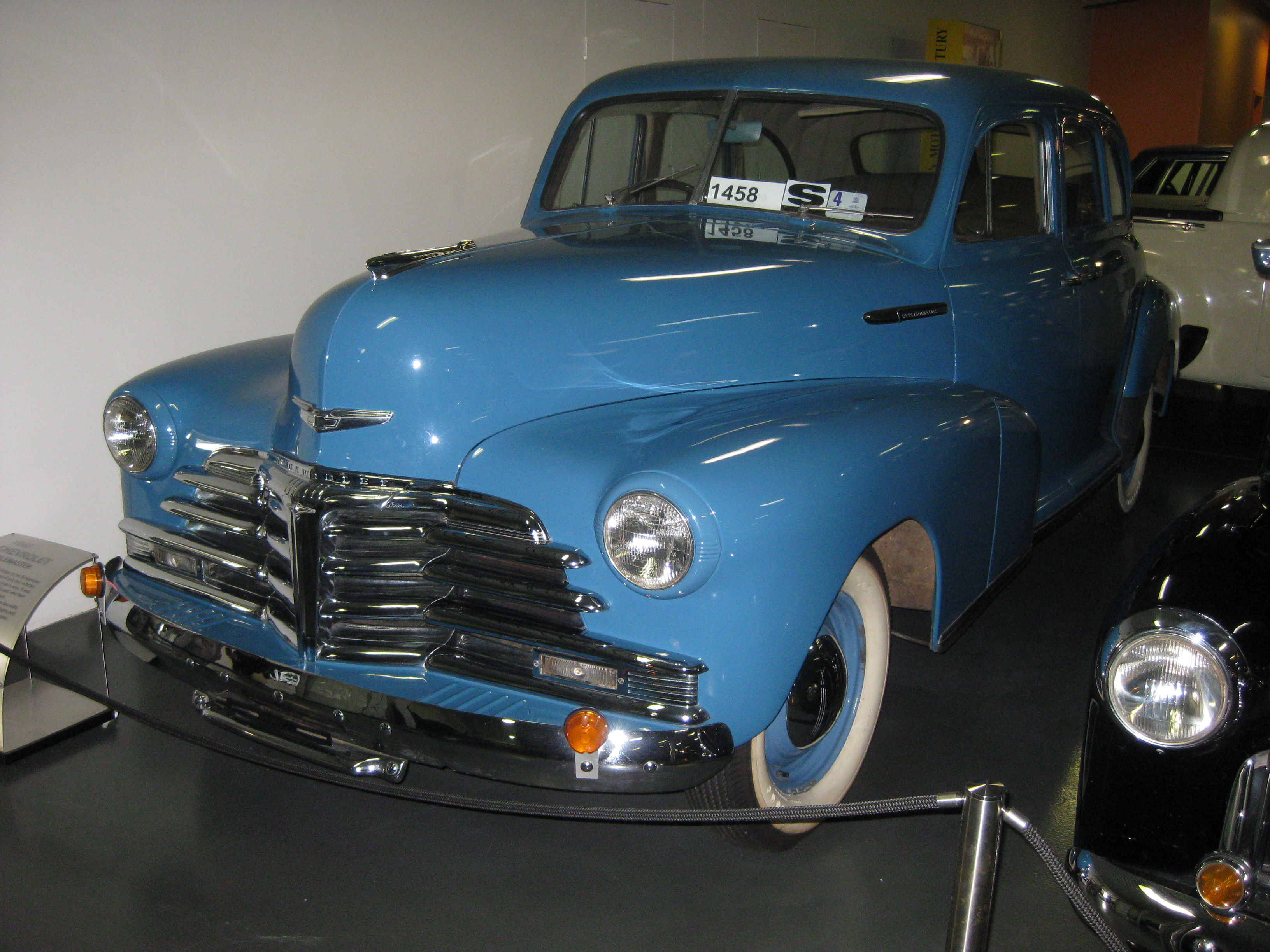
Stylemaster berline en Australie.
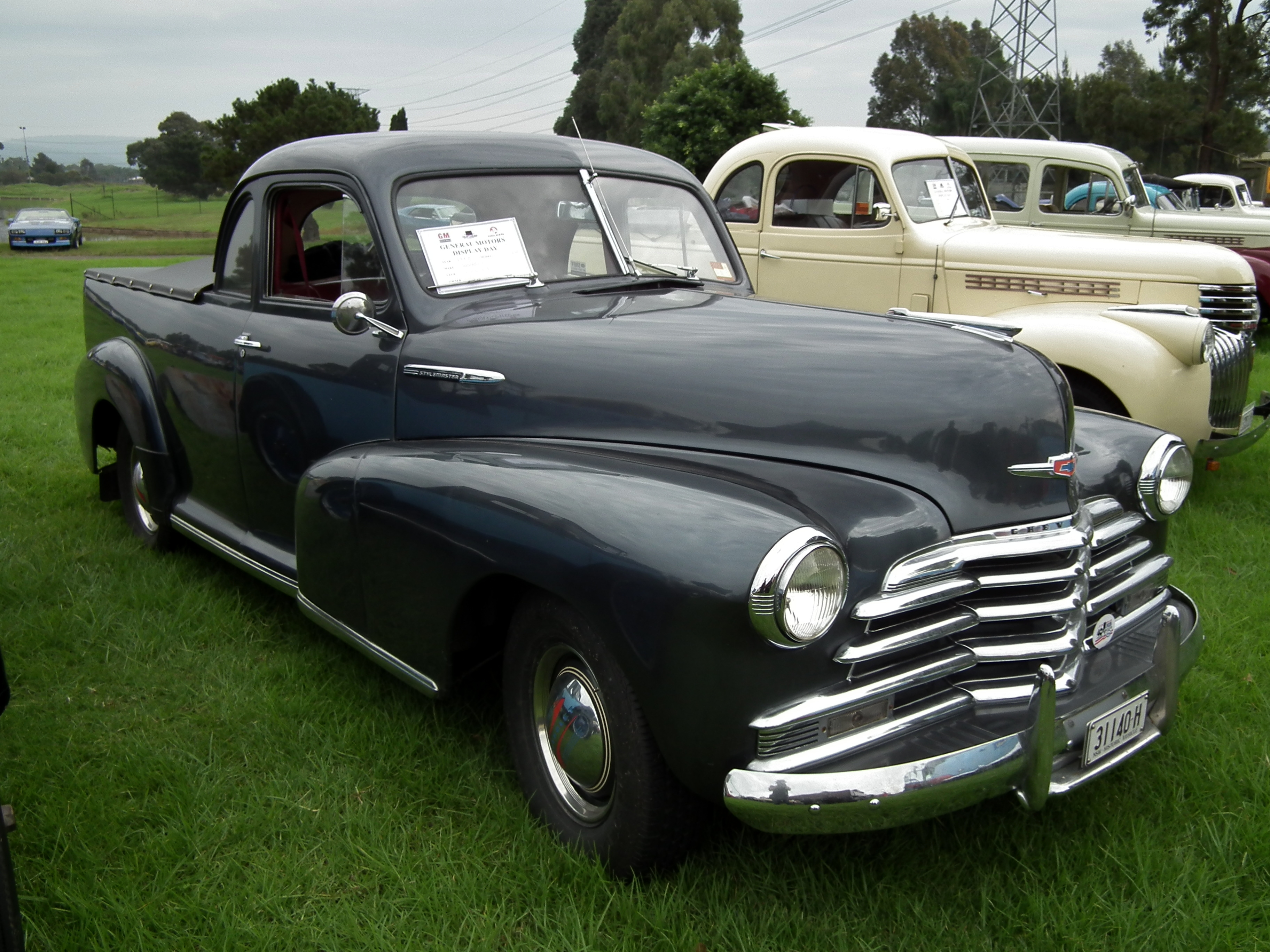
Coupé utilitaire de 1947.
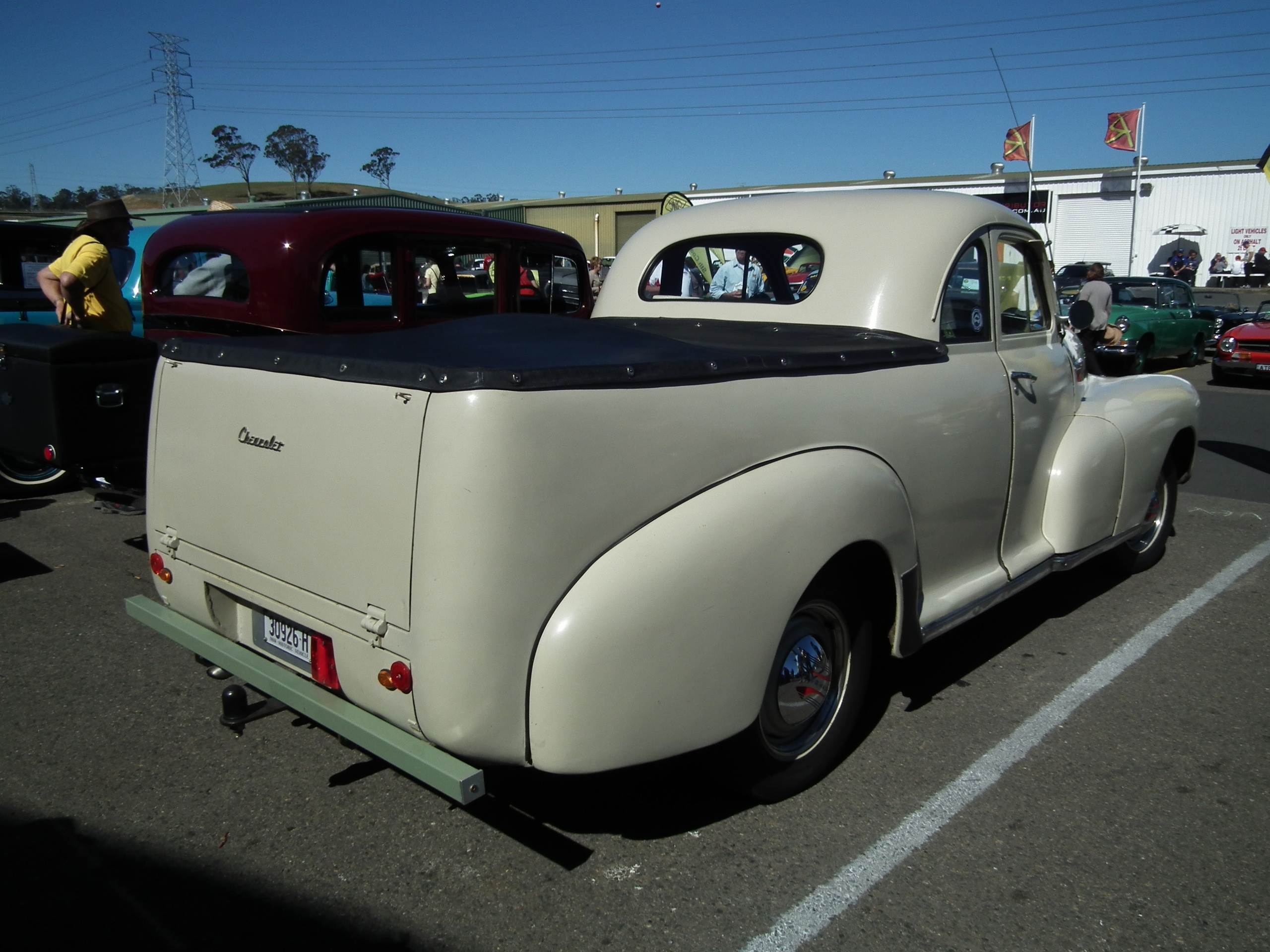
Vue arrière.
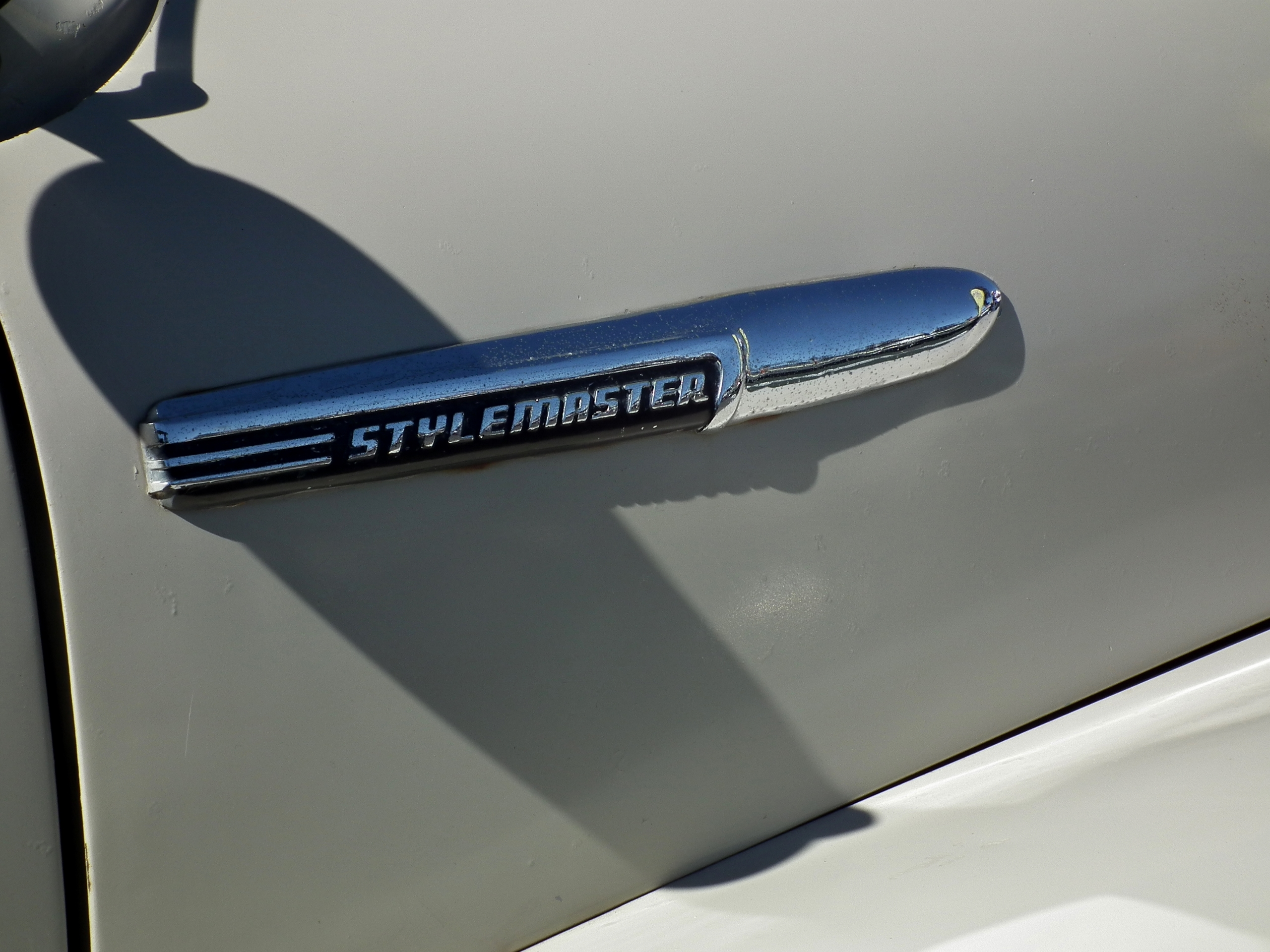
Badge Stylemaster.